# Petra Němcová
Petra Němcová (Karviná, 24 giugno 1979) è una modella, conduttrice televisiva e filantropa ceca.

## Biografia
Nata nella Cecoslovacchia comunista, Petra è cresciuta, insieme alla sorella Olga, nella città di Karviná. A scuola era schernita poiché aveva lo stesso cognome della scrittrice Božena Němcová. Viene scoperta per le strade di Praga da Next Model Management, con cui firma un contratto e si trasferisce a Milano.

### Moda
Nel 1996 prende parte al concorso di bellezza Elite Model Look. Dopo essere stata scoperta da Next Model Management la sua attività fiorisce, sarà protagonista di campagne pubblicitarie per Bulgari, Dirk Bikkembergs, Intimissimi, Max Factor, Victoria's Secret e altri. Inoltre è apparsa sulle copertine di Madame Figaro, Elle, Shape, Cosmopolitan, Sports Illustrated e FHM. tra il 2000 ed il 2004 ha sfilato per Lolita Lempicka, Gai Mattiolo, Matthew Williamson, Custo Barcelona, Luciano Soprani. Attualmente è sotto contratto con Mikas a Stoccolma, View Management a Barcellona, Unique One a Praga e Next Model Management a Londra, Parigi, Milano, New York, Miami e Los Angeles.

### Televisione
Nel 2001 appare nel programma britannico Absolutely Fabulous; nel 2004 fa parte della giuria del concorso di Miss Universo vinto da Jennifer Hawkins e tenutosi a Quito. Presenta nel 2007 per The Learning Channel (TLC) A Model Life e appare nel video della canzone "Misfit" della indie band Elefant. Nel 2011 è stata una dei concorrenti di Dancing with the Stars affiancata dal ballerino Dmitry Chaplin.

### Altre attività
Nel 2005 viene pubblicata la sua autobiografia, Love Always, Petra, dove racconta dell'infanzia vissuta sotto il comunismo, i primi passi nel mondo della moda e la svolta con Sports Illustrated Swimsuit Issue, trampolino di lancio nel mondo delle top model. Inoltre parla dei progetti futuri con il compagno Simon Atlee.

## Vita privata
Nel 2004, Petra Nemcova era in Thailandia in vacanza durante lo tsunami con il fidanzato e fotografo Simon Atlee. Il loro bungalow fu travolto dal mare, Atlee annegò, fu trovato e identificato solo in marzo, sulle coste di Sumatra; Nemcova con il bacino fratturato e lesioni interne trovò la salvezza su una palma dove per otto ore aspettò che dei civili la traessero in salvo. Fu ricoverata per 3 settimane in Thailandia per poi continuare la convalescenza in Repubblica Ceca. In seguito avrà una relazione con il cantautore inglese James Blunt.
Nel 2007 diventa vegana, eliminando dalla sua dieta la carne e i prodotti derivati da animali, al fine di "salvare la vita degli oceani". Dal 2010 al 2012 è legata sentimentalmente all'attore britannico Jamie Belman.

## Filantropia
Nel 2005, dopo essere sopravvissuta allo tsunami, fonda l'organizzazione benefica Happy Hearts Fund (HHF). Ritornata in Thailandia pochi mesi dopo la catastrofe assistette ad intere comunità spazzate via, famiglie senza casa e bambini senza genitori. Proprio i bambini la spinsero in questa iniziativa ma poiché non riceveva chiare informazioni da altre organizzazioni decise di fondare HHF, eliminando tutti i costi amministrativi al fine di inviare il 100% delle donazioni ai bisognosi. Ha anche contribuito alle iniziative di recupero dopo l'uragano Katrina.
Al fianco di Wycleaf Jean e la sua associazione ha finanziato la costruzione di una laboratorio e una mensa nella baraccopoli di Port-au-Prince, nel 2007, stesso anno in cui è volata in Perù per aiutare i bambini colpiti da terremoto. Nel 2011 è stata nominata console onoraria della Rep. Ceca ad Haiti da parte del governo locale per il suo impegno dopo il terremoto del 2010.